# Isworowo (Oblast Dobritsch)
Isworowo [izˈvɔrovo] (bulg. Изворово) ist ein Dorf in Nordostbulgarien. Es liegt in der Dobrudscha, in der Oblast Dobritsch und der Gemeinde General Toschewo.
Nachbarorte sind Dobritsch, Kardam, Baltschik, Mangalia, Silistra, Dulowo, Schumen, Kaspitschan, Dewnja und Warna.

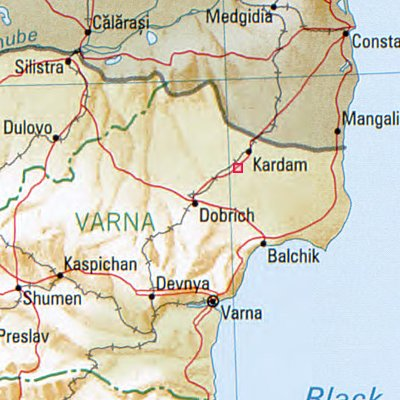
Isworowo (rotes Viereck)